# Isole Sottovento (Antille)
Le Isole Sottovento sono un arcipelago del Mare dei Caraibi. Sono la catena di isole più a sud delle Piccole Antille. Esse si affacciano direttamente sulla costa venezuelana. Tali isole si sono formate grazie alla subduzione della Placca caraibica sotto la Placca sudamericana, pertanto sono caratterizzate da fenomeni di vulcanismo. Da non confondere con le isole Sottovento oceaniche, che appartengono alla Polinesia Francese, e quindi alla Francia.

## Isole

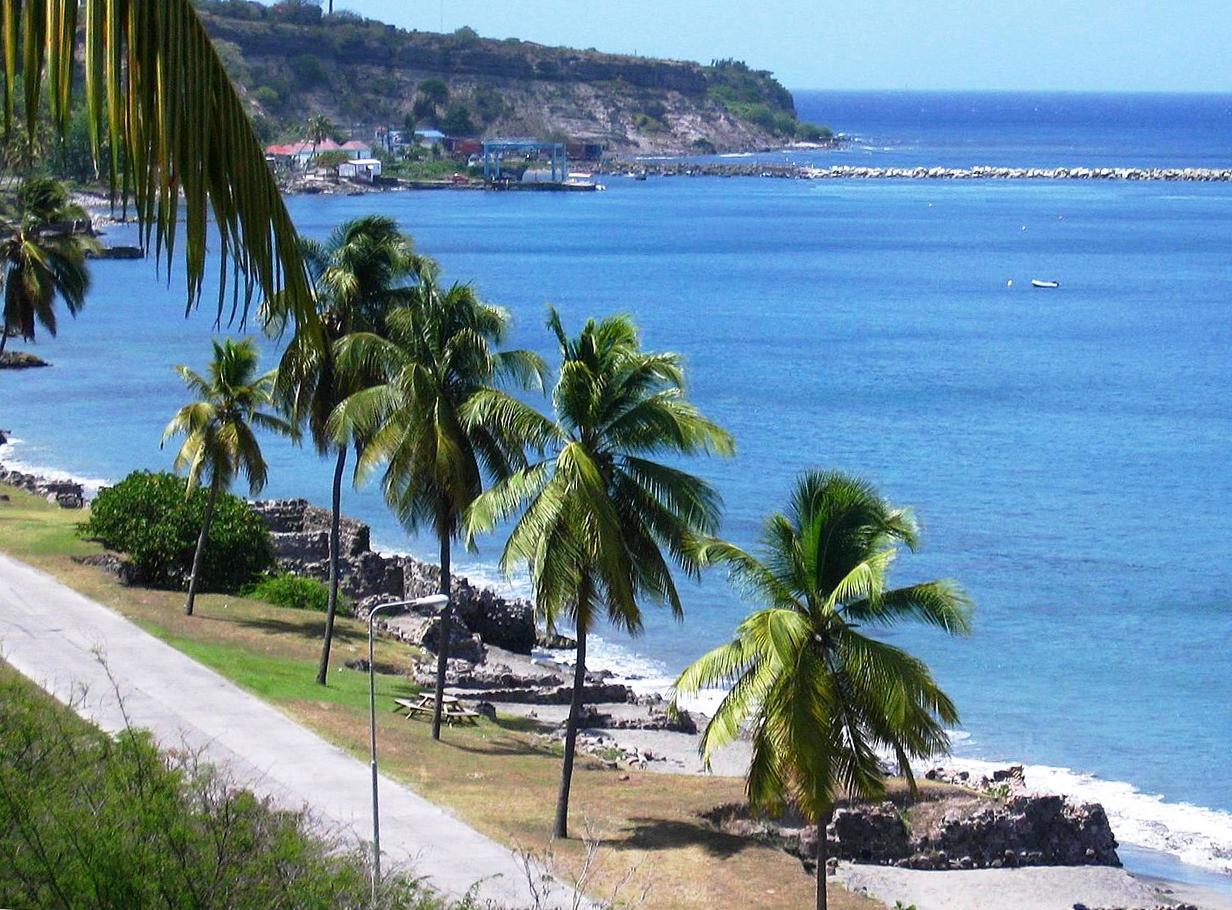

Le Isole Sottovento comprendono (da ovest a est):
- Isole ABC (Regno dei Paesi Bassi):
  - Aruba
  - Bonaire
  - Curaçao
- Dipendenze del Venezuela:
  - Los Roques
  - La Orchilla
  - La Blanquilla
  - Los Hermanos
  - Los Testigos

Nonostante la vicinanza, l'isola Margarita non è inclusa in questo gruppo di isole.